# St. Emmeram (Geisenhausen)

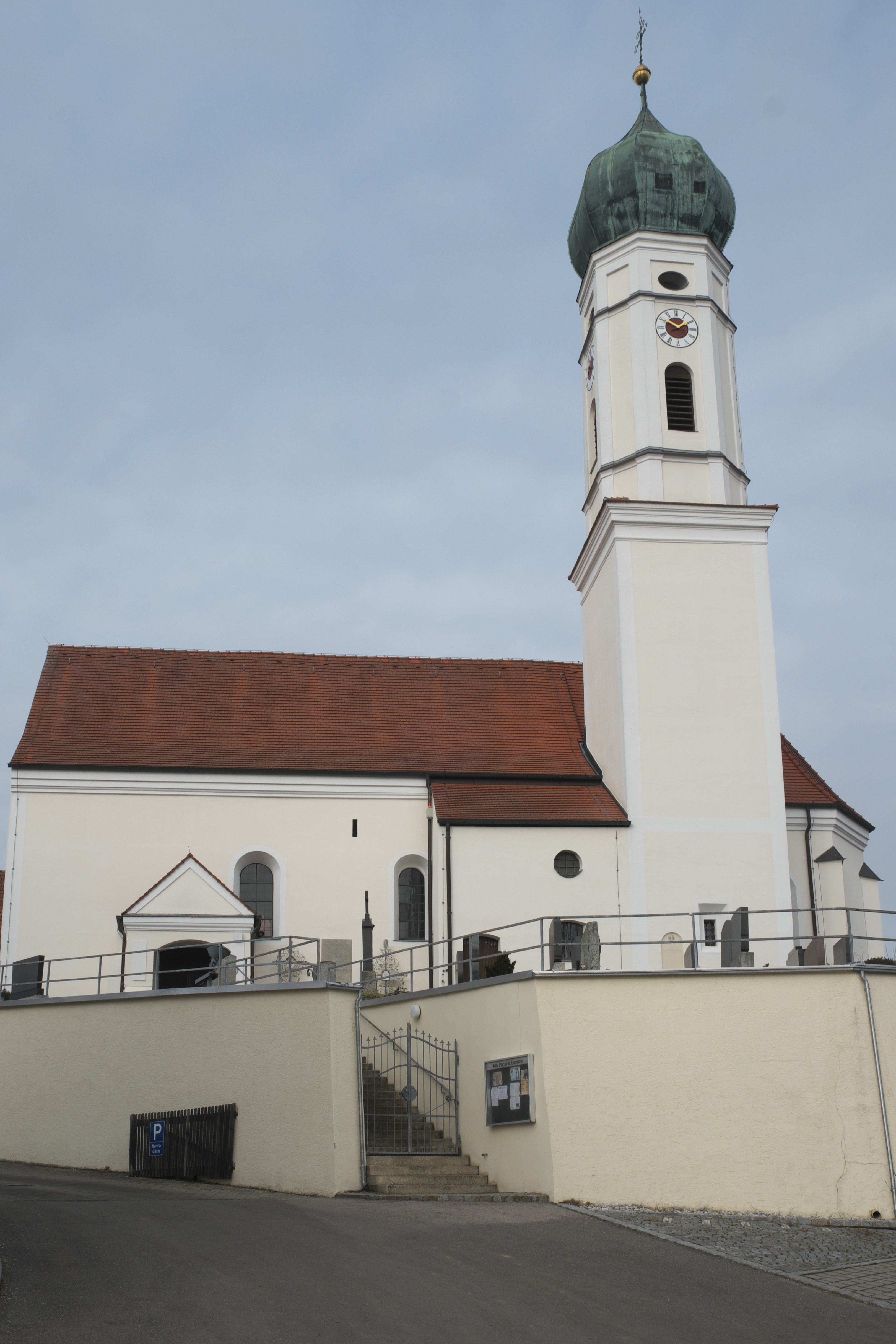
Pfarrkirche St. Emmeram

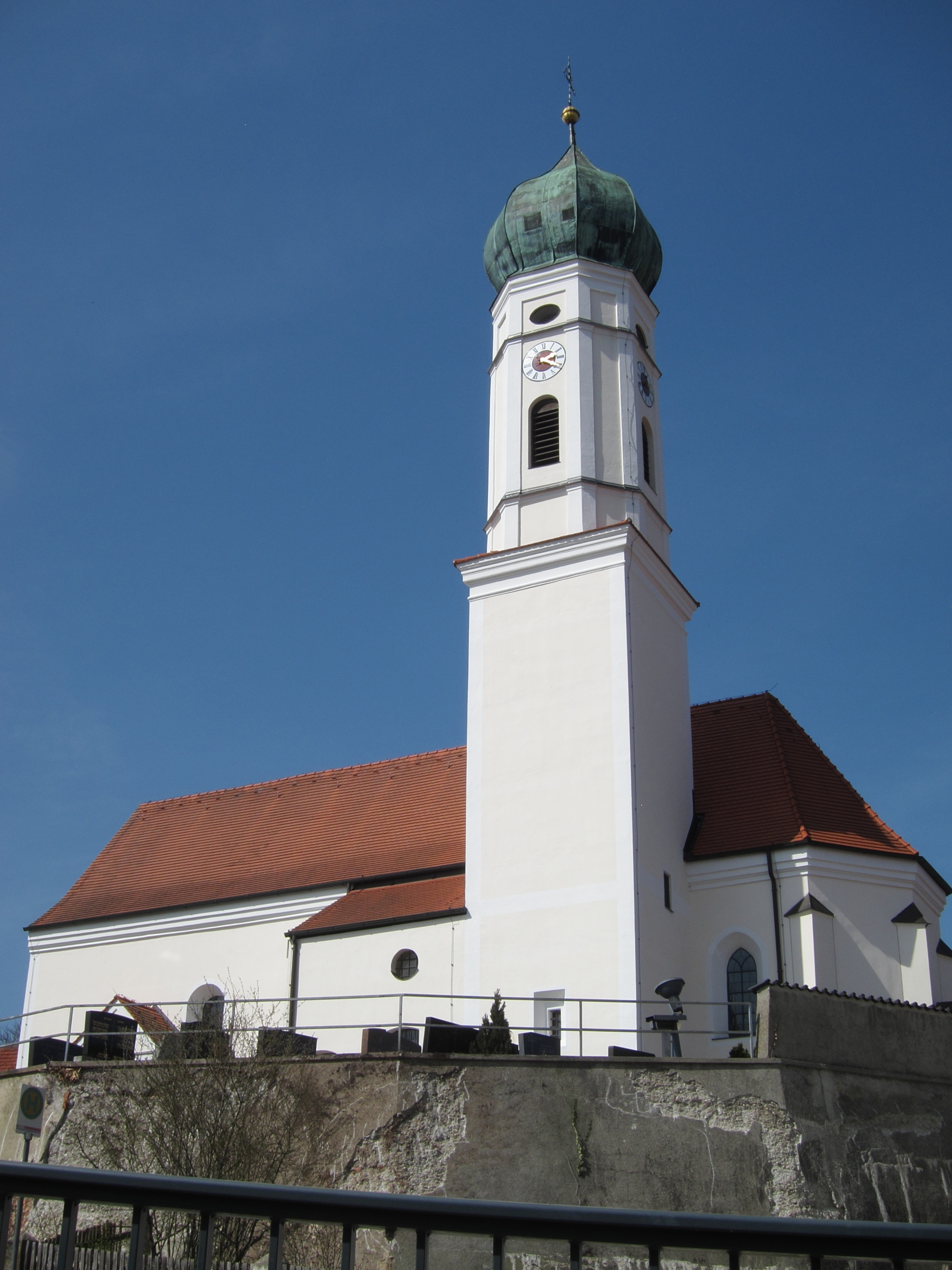
Ansicht von Südosten

Die römisch-katholische Pfarrkirche St. Emmeram in Geisenhausen, einem Ortsteil der Gemeinde Schweitenkirchen im oberbayerischen Landkreis Pfaffenhofen an der Ilm, besitzt einen gotischen Chor aus der Zeit um 1500 und ein barockes Langhaus aus dem 18. Jahrhundert. Die Kirche, die zu Ehren des heiligen Emmeram von Regensburg geweiht ist, gehört zu den geschützten Baudenkmälern in Bayern.

## Architektur

### Außenbau
Unter dem Dachansatz von Langhaus und Chor verläuft ein breites gestuftes Traufgesims. Die Außenmauern des Chors werden von spitz zulaufenden Strebebögen verstärkt. Die Westfassade wird auf der Höhe der Empore von zwei Rundfenstern durchbrochen. Im südlichen Chorwinkel steht der Glockenturm, dessen quadratischer Unterbau einen achteckigen, mit einer Zwiebelhaube bekrönten, barocken Aufbau trägt. Das Turmoktogon wird durch Gesimse und Eckpilaster gegliedert und von großen rundbogigen Klangarkaden und kleineren querovalen Öffnungen durchbrochen.

### Innenraum
Die Kirche ist ein Saalbau mit eingezogenem Chor. Das Langhaus besitzt eine Flachdecke, die auf einer breiten Hohlkehle aufliegt, unter der ein mehrfach profiliertes Gesims verläuft. Die Wände gliedern flache Pilaster mit ionischen Kapitellen. Ein abgeflachter Chorbogen führt zum einjochigen Chor mit Fünfachtelschluss, der von einem Netzgewölbe gedeckt wird. Den westlichen Abschluss des Langhauses bildet eine Empore, deren Brüstung im Mittelteil rundbogig vorgezogen ist.

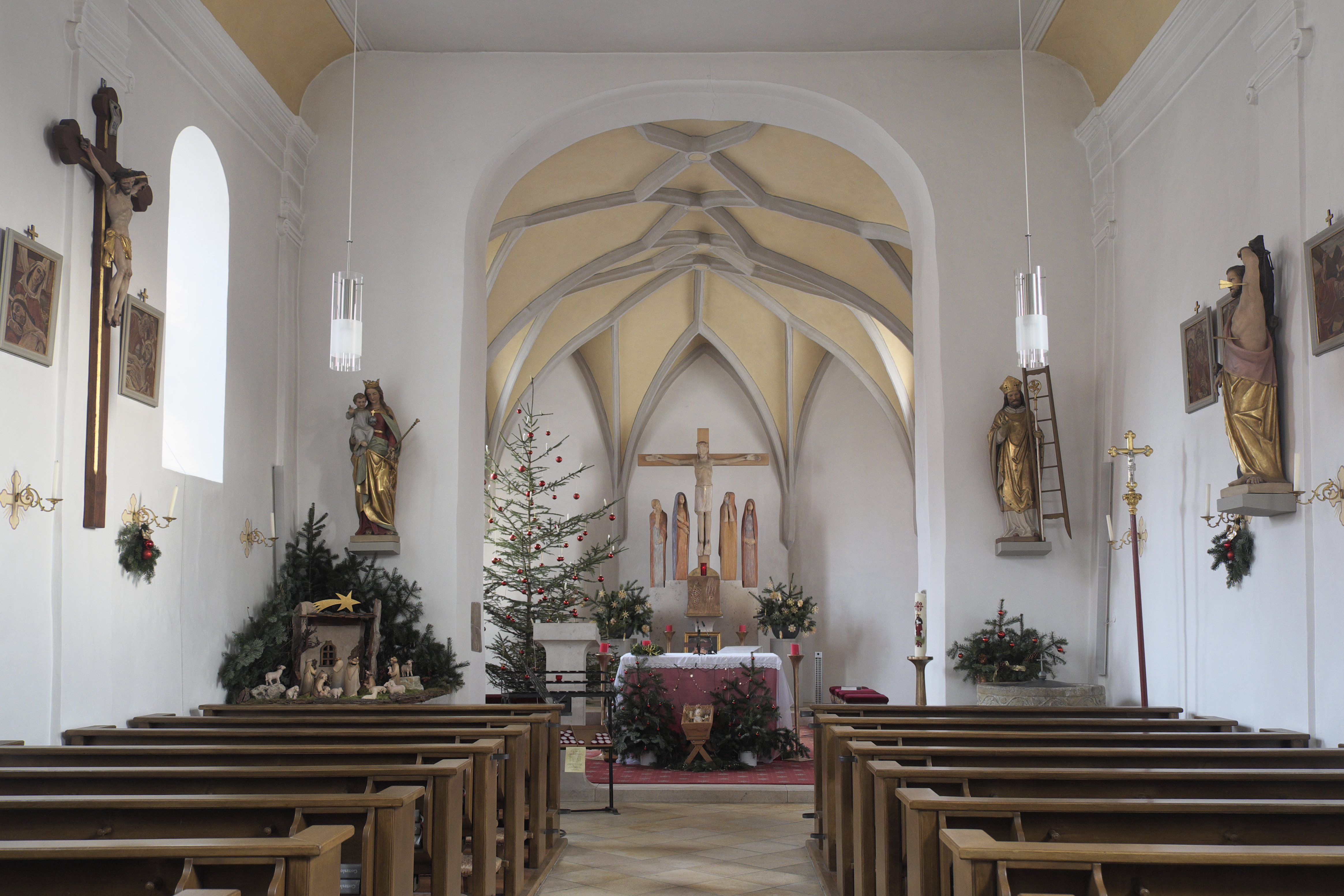
Innenraum
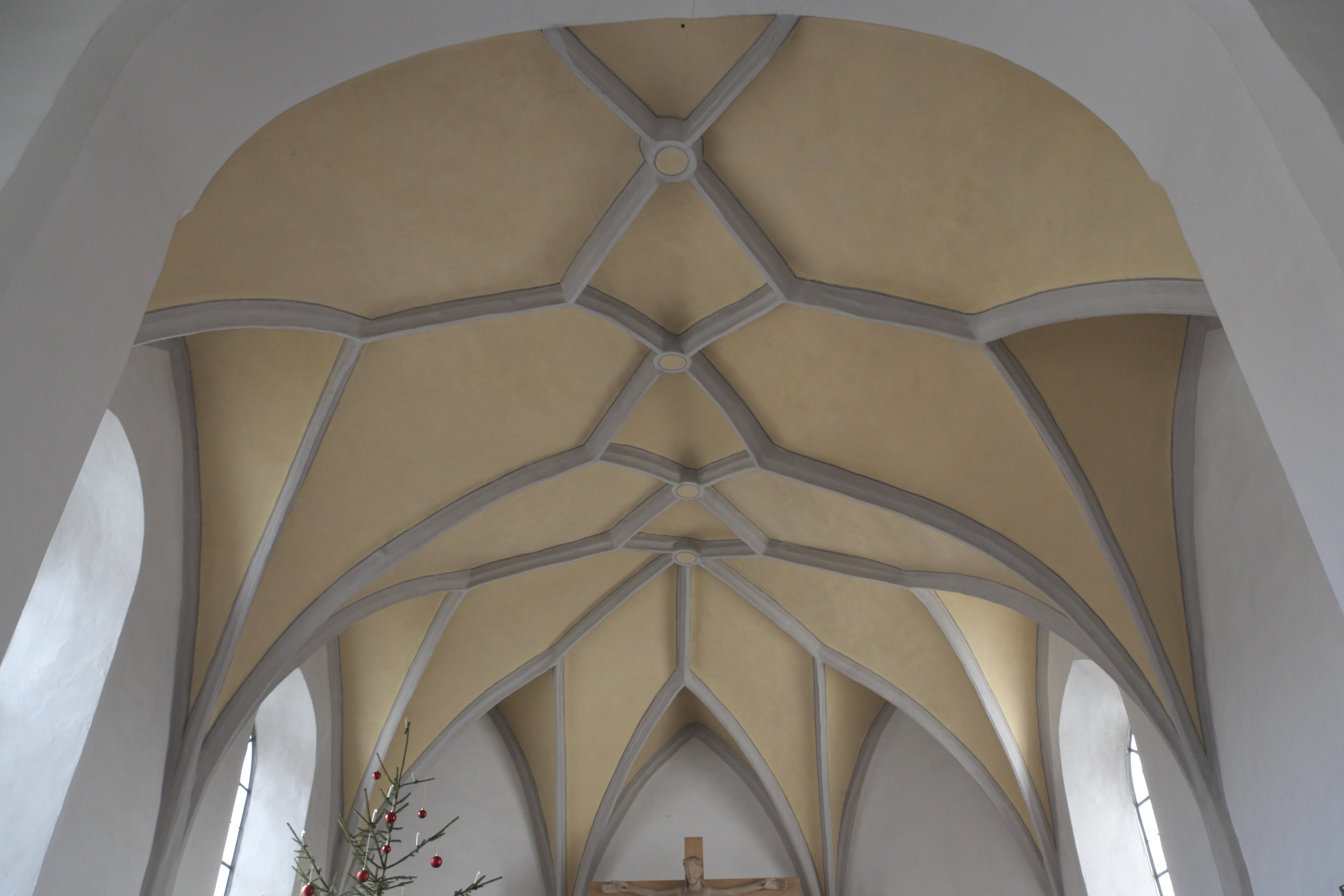
Netzgewölbe im Chor
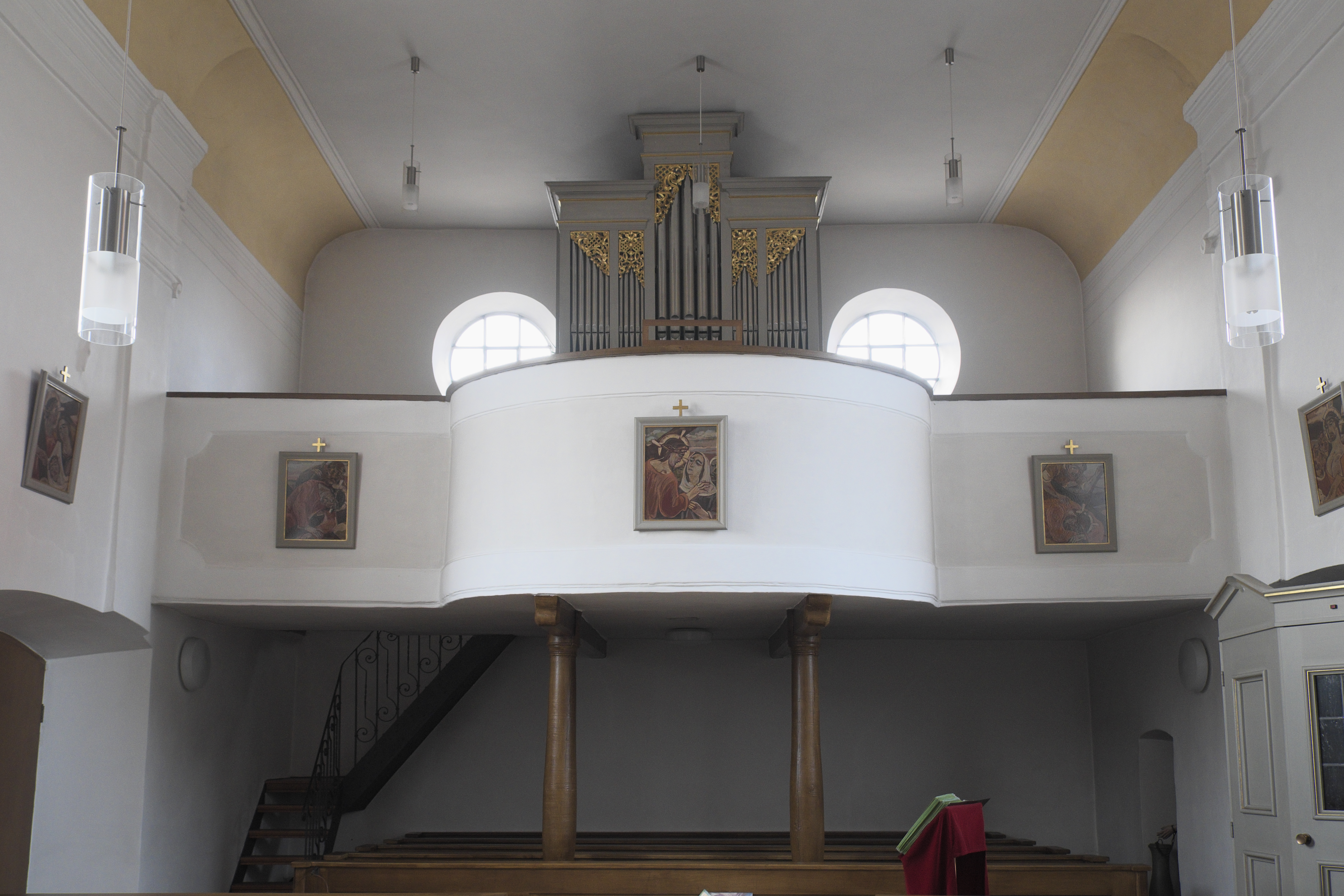
Empore

## Ausstattung

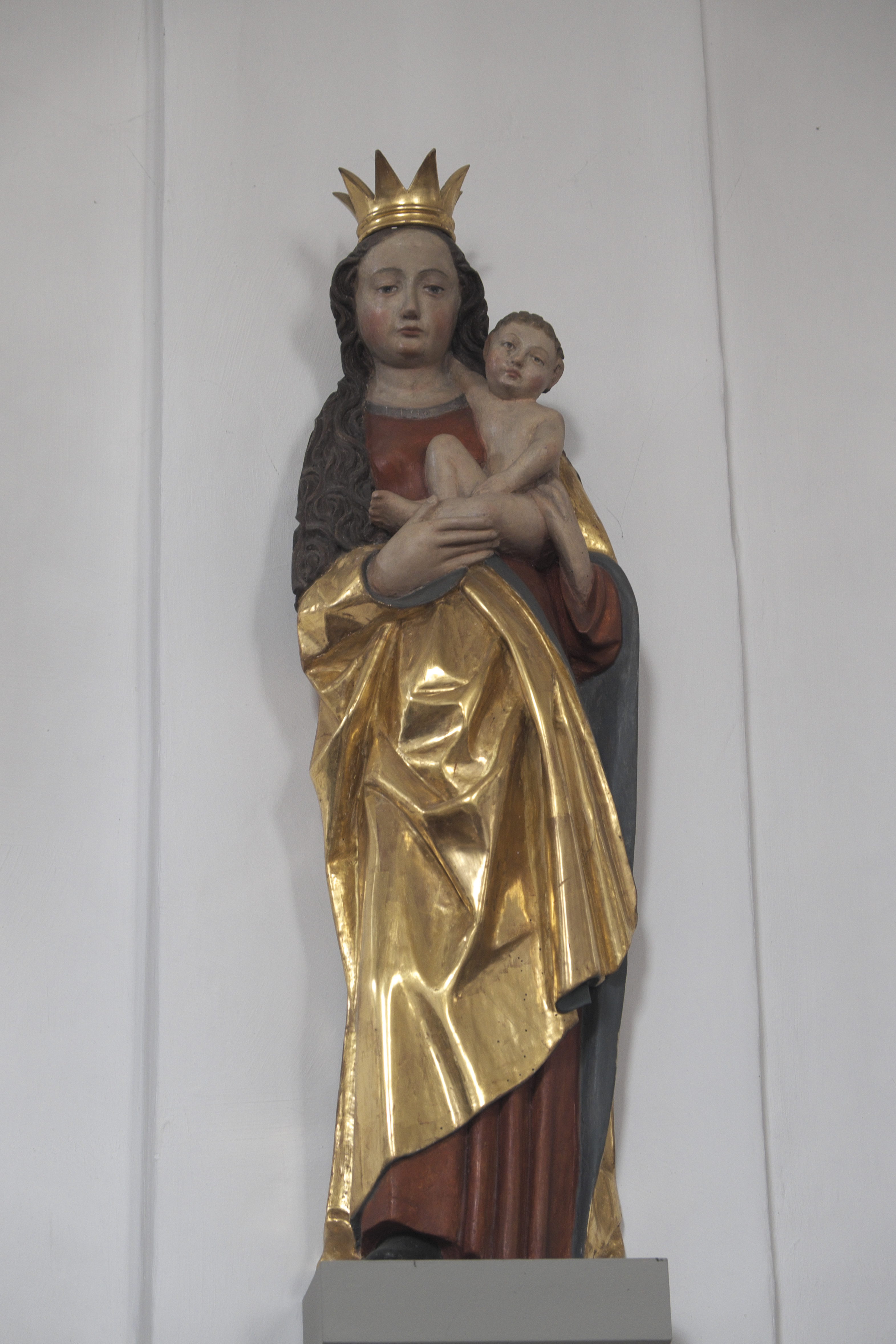
Madonna mit Kind, um 1500

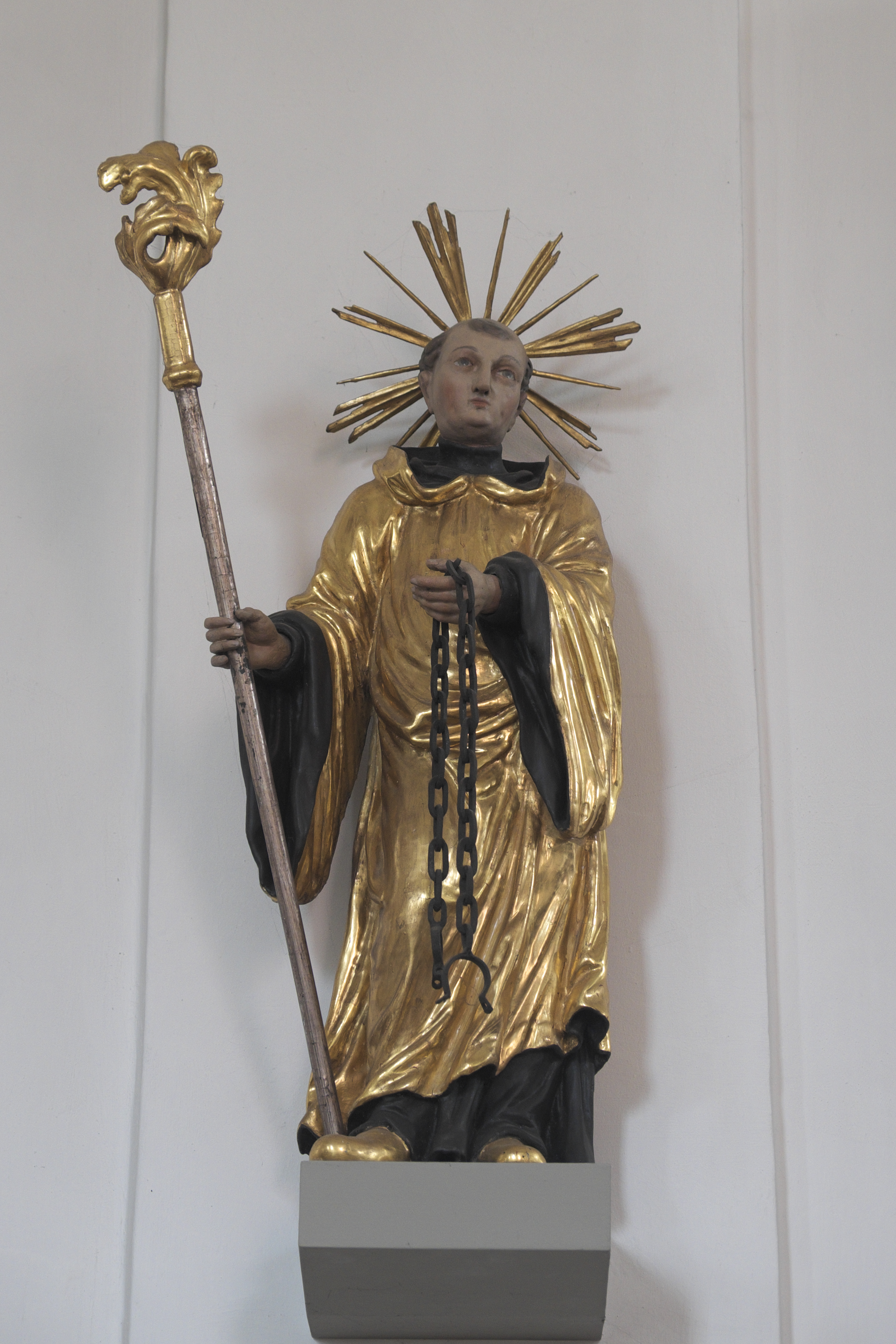
Heiliger Leonhard aus dem 17. Jahrhundert

- Die ältesten Skulpturen der Kirche sind eine Schnitzfigur einer Madonna mit Kind, die um 1500 datiert wird, und die Figur des heiligen Leonhard aus dem 17. Jahrhundert.
- Die anderen Figuren wie die des heiligen Emmeram, der mit seinem Attribut, der Leiter dargestellt ist, und eine weitere Madonna mit Kind wurden im 19. Jahrhundert im Nazarenerstil geschaffen.
- In der Kirche ist ein spätgotisches Taufbecken aus dem 16. Jahrhundert erhalten. Die godronierte, kelchförmige Schale ist am oberen Rand mit wellenlinienförmig sich windenden Weinranken verziert.
- In die Wände sind zwei Priestergrabsteine aus dem 17. Jahrhundert eingelassen.

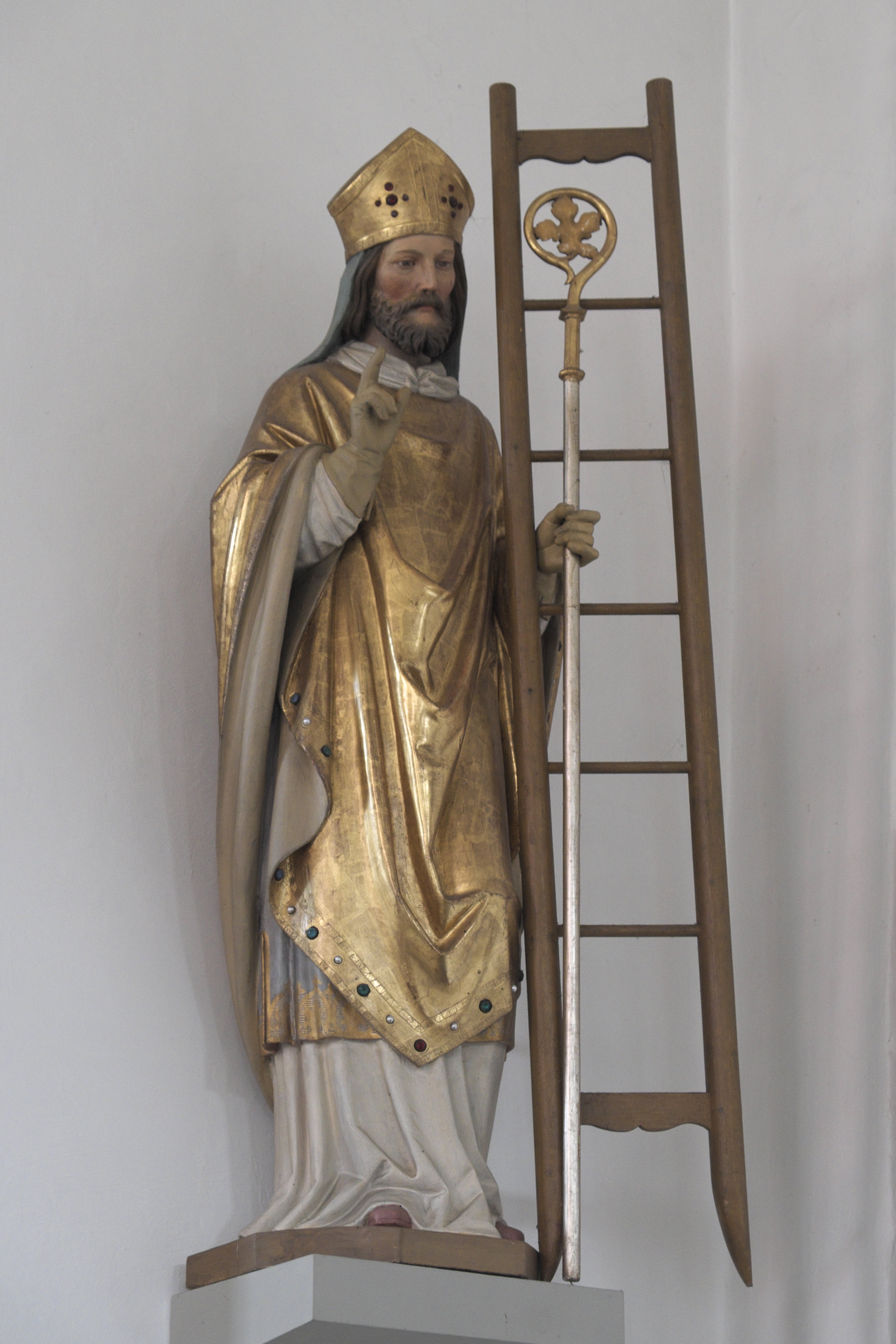
Heiliger Emmeram
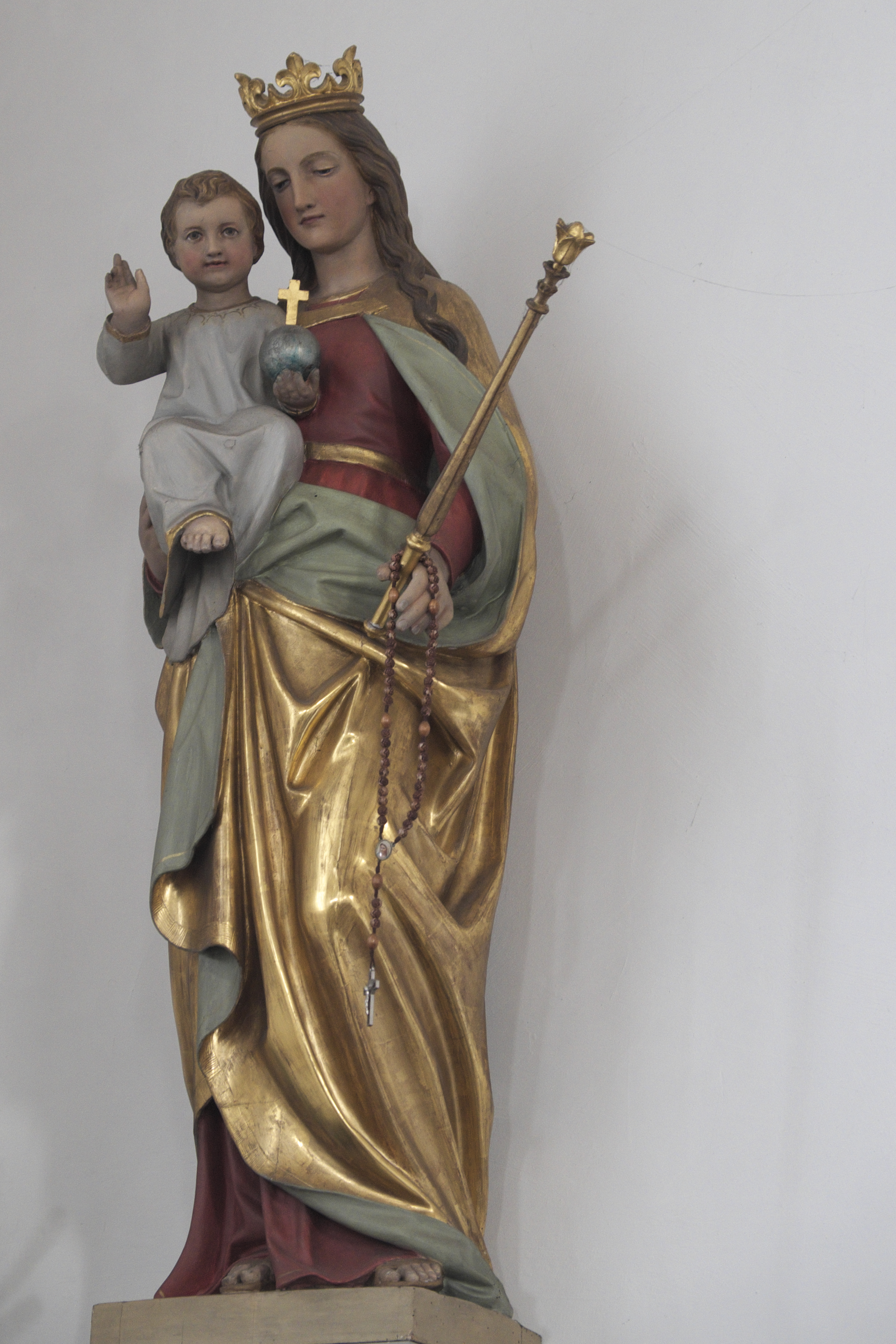
Madonna mit Kind
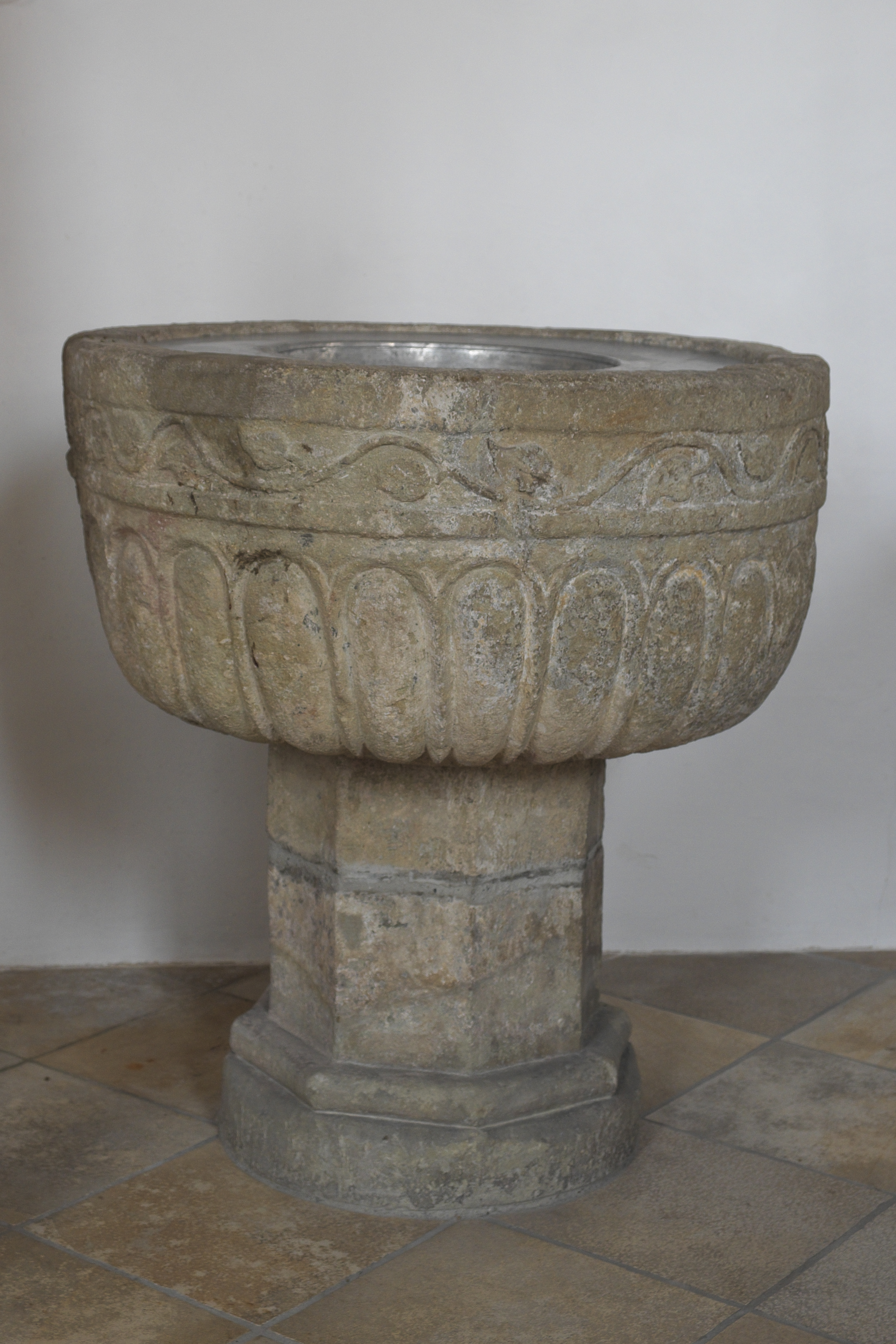
Taufbecken aus dem 16. Jahrhundert
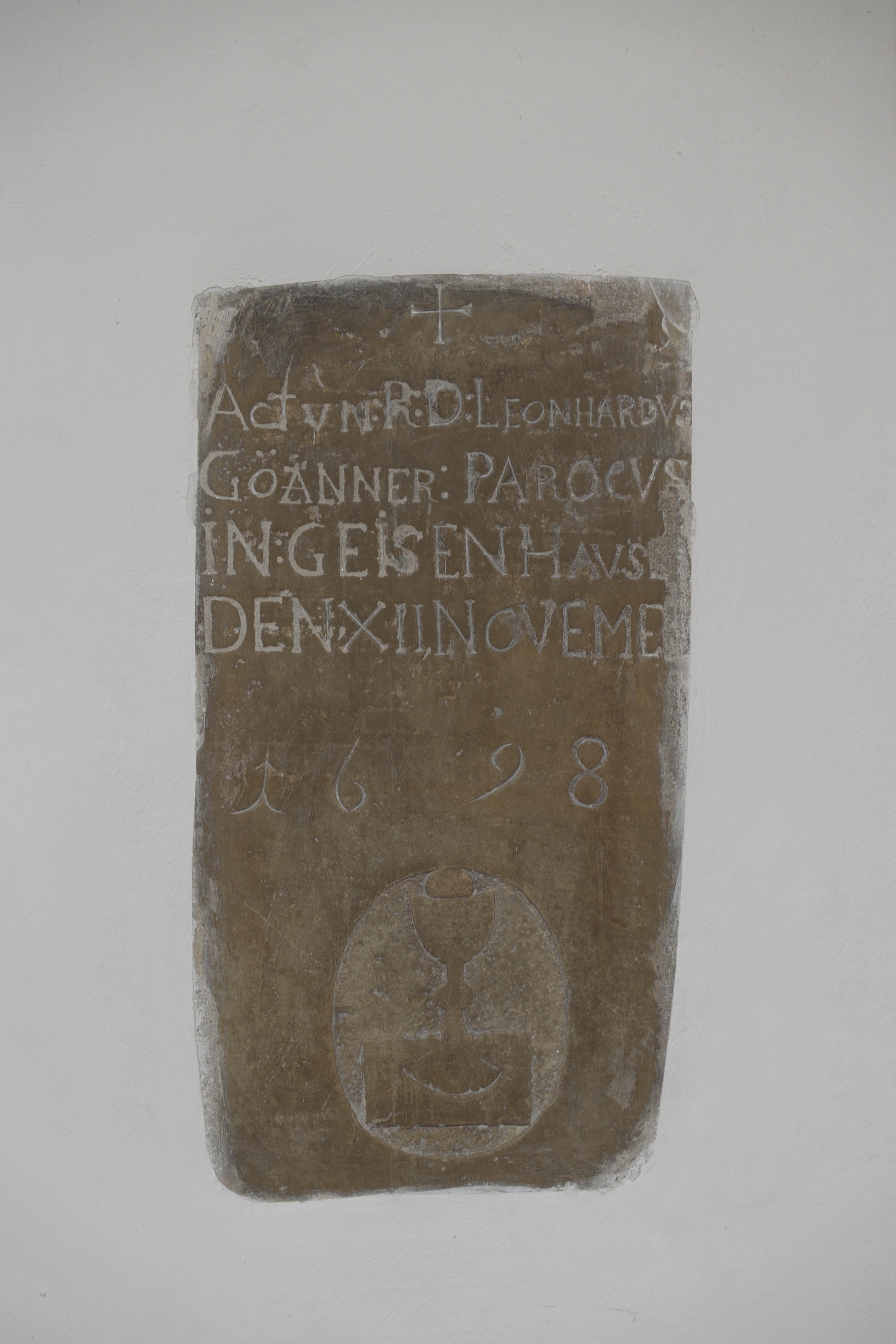
Priestergrabstein mit der Jahreszahl 1698